# Liste der Museen im Landkreis Holzminden
Die Liste der Museen im Landkreis Holzminden beinhaltet Museen im Landkreis Holzminden, die unter anderem Kunst, Kulturgeschichte und Industriegeschichte vorstellen.

## Liste der Museen
| Bezeichnung                                       | Lage (Stadt, Ortsteil)                                  | Bemerkungen | Bild |
| ------------------------------------------------- | ------------------------------------------------------- | ----------- | ---- |
| Heimatmuseum der Samtgemeinde Bevern              | Bevern im Kulturzentrum Weserrenaissance Schloss Bevern |             |      |
| Glasmuseum Boffzen                                | Boffzen                                                 |             |      |
| Münchhausen Museum                                | Bodenwerder                                             |             |      |
| Erich-Mäder-Glasmuseum                            | Delligsen, Grünenplan Am Park 2                         |             |      |
| Glasmacherhaus Grünenplan                         | Delligsen, Grünenplan Kirchtalstraße 13                 |             |      |
| Wilhelm Raabe Gedenkstätte                        | Eschershausen Raabestraße 5                             |             |      |
| NSU-Motorrad & Nostalgie-Museum Gutshof Wickensen | Eschershausen, Wickensen Wickensen 16                   |             |      |
| Porzellanmuseum Fürstenberg                       | Fürstenberg                                             |             |      |
| Museum im Backhaus                                | Heinade, Hellental Am Teiche 2                          |             |      |
| WildparkHaus (Waldmuseum im Wildpark Neuhaus)     | Holzminden, Neuhaus im Solling Wildpark 1               |             |      |
| Glas- und Heimatmuseum Silberborn                 | Holzminden, Silberborn Angerstraße 1                    |             |      |
| Tecta Kragstuhlmuseum                             | Lauenförde                                              |             |      |
| Freilichtmuseum Mühlenanger                       | Stadtoldendorf                                          |             |      |